# Jens Korbus
Jens Korbus (* 13. Juli 1943 in Sichelberg, Ostpreußen, † 29. März 2024) ist ein deutscher Schriftsteller. Sein literarischer Schwerpunkt sind Erzählungen über Johann Wolfgang von Goethe und sein Umfeld.

## Leben

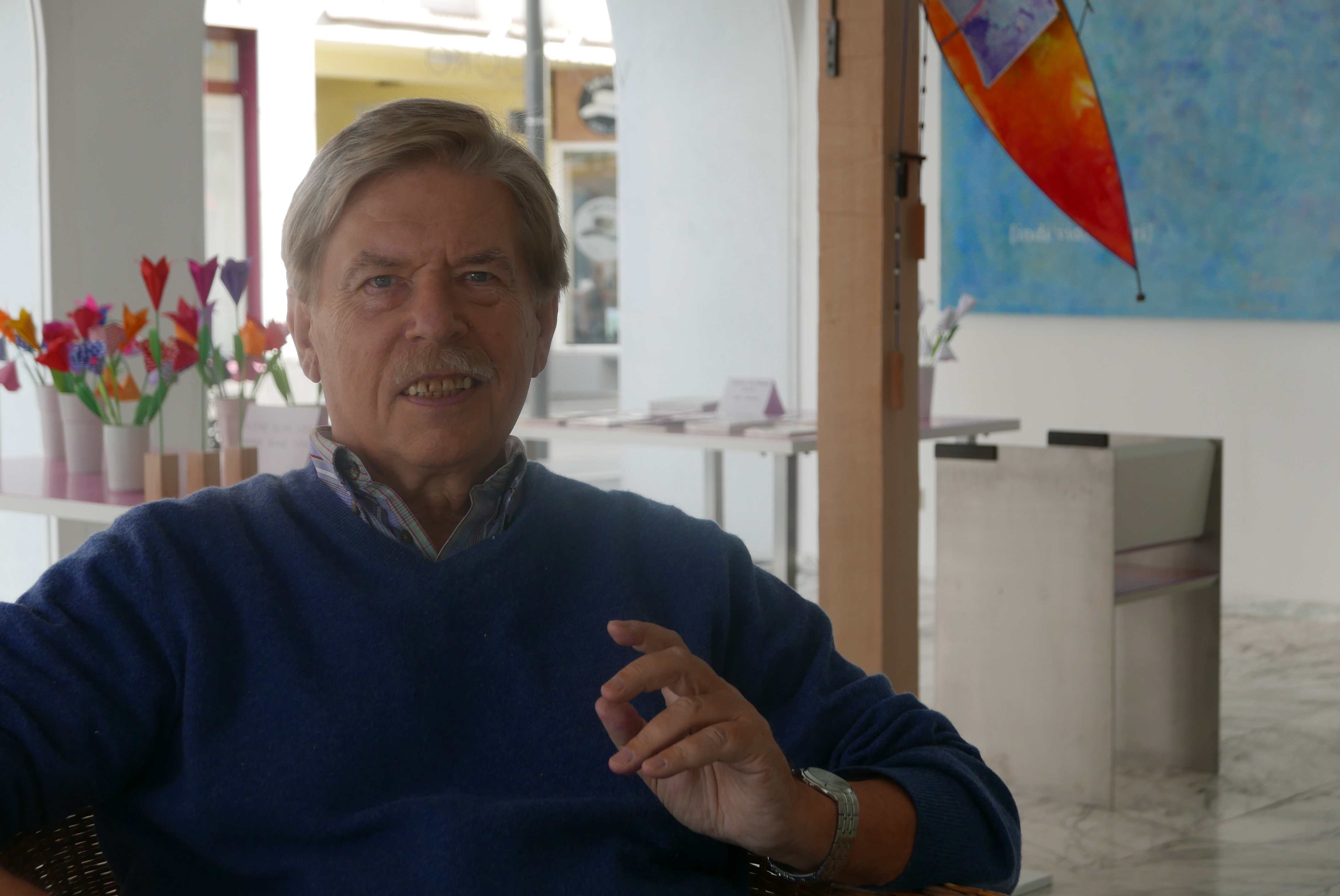
Autor Jens Korbus

Korbus wuchs in Koblenz auf und studierte Germanistik und Philosophie in Bonn und Düsseldorf. Nach dem 1. Staatsexamen war er ein Jahr Wissenschaftlicher Assistent an der Universität Düsseldorf. Anschließend folgte ein Referendariat und bis zu seiner Pensionierung war er Lehrer für Deutsch und Philosophie an einem Koblenzer Gymnasium. Er war zudem Mitarbeiter in der Referendarausbildung.

## Auszeichnungen
1988 Erster Preisträger beim Fachinger Kulturpreis für seinen „Brief an Goethe“. [In der Jury u. a. Prof. Herbert Heckmann, der damalige Präsident der Deutschen Akademie für Sprache und Dichtung.]

## Veröffentlichungen
- Cagliostro. Aufzeichnungen eines Magiers. 1990, ISBN 3-7347-9109-X.
- Goethes Krafft. Eine Goethe-Novelle. 1999, ISBN 3-7448-7367-6.
- Kommunikatives Interpretieren. Subtile Signale in Texten. 2010, ISBN 978-3-934795-76-1.
- Der junge Schweighard. Fünf Erzählungen. 2010, ISBN 978-3-934795-81-5.
- Jan Karbarek. Erzählung. 2013, ISBN 978-3-934795-30-3.
- Ich Brockner. Krimierzählung. 2014, ISBN 978-3-7347-9017-1.
- Schwere Tage. Eine Thomas-Mann-Novelle. 2014, ISBN 978-3-7347-4657-4.
- Bernsteinfliege. Erzählung. 2014, ISBN 978-3-7460-6910-4.
- Nur ein Schicksal. Erzählung. 2014, ISBN 978-3-7386-2053-5.
- Charlotte. Ein Sprechstück über Goethe, Eckermann und Charlotte von Stein. 2015, ISBN 978-3-7386-4939-0.
- Imhoffs Traum. Erzählung. 2015, ISBN 978-3-7392-1672-0.
- Dein Herz hält alles aus. Erzählung. 2016, ISBN 978-3-8370-4116-3.
- Goethes Schöne Mailänderin. Novelle. ISBN 978-3-7412-4152-9.
- Deutsche Sommertage. Novelle. 2016, ISBN 978-3-7412-0720-4.
- Letzte Nacht in Sierpc. Roman. 2017, ISBN 978-3-7412-7268-4.
- Ob’s Unrecht ist, was ich empfinde. Erzählung. 2017, ISBN 978-3-7431-7785-7.
- Brandt Warner. Erzählung. 2017, ISBN 978-3-7448-6547-0.
- Leben in Weimar. Erzählung. 2018, ISBN 978-3-7460-6029-3.
- Unterhaltung deutscher Aufgestiegener. Zwei Erzählungen und ein Erzählzyklus. 2018, ISBN 978-3-7460-5611-1.
- Mein Goethe. Sammelband der Goethe-Erzählungen. 2018, ISBN 978-3-7528-3229-7.
- Die Geschichte von Alfons und der Königin Reineclaude. Erzählung. 2018, ISBN 978-3-7528-2399-8.
- Alt-Muhl. Die vier Koblenz-Erzählungen. Sammelband. 2018, ISBN 978-3-7481-0832-0.
- Das Geschenk / Karlsbad tanzt. Zwei Goethe-Erzählungen. 2019, ISBN 978-3-7494-3332-2.
- Traum aus dem Kopf. Erzählung. 2019, ISBN 978-3-7494-5107-4.